# Ligue 1 (Tahiti)
Ligue 1 är det franska utomeuropeiska territoriet Franska Polynesiens högstaliga i fotboll, även om alla lag har sin hemvist på ön Tahiti och att territoriets fotbollsförbund heter Fédération Tahitienne de Football. Ligan grundades 1948 och första säsongen sparkade igång samma år.

## Mästare
- 1948 — Fei Pi
- 1949 — Fei Pi
- 1950 — Fei Pi
- 1951 — Fei Pi
- 1952 — Excelsior
- 1953 — Vénus
- 1954 — Jeunes Tahitiens
- 1955 — Central Sport
- 1956 — Excelsior
- 1957 — Excelsior
- 1958 — Central Sport
- 1959 — Excelsior
- 1960 — Excelsior
- 1961 — Jeunes Tahitiens
- 1962 — Central Sport
- 1963 — Central Sport
- 1964 — Central Sport
- 1965 — Central Sport
- 1966 — Central Sport
- 1967 — Central Sport
- 1968 — Fei Pi
- 1969 — Tamarii Punaruu
- 1970 — Fei Pi
- 1971 — Fei Pi
- 1972 — Central Sport
- 1973 — Central Sport
- 1974 — Central Sport
- 1975 — Central Sport
- 1976 — Central Sport
- 1977 — Central Sport
- 1978 — Central Sport
- 1979 — Central Sport
- 1980 — Arue
- 1981 — Central Sport
- 1982 — Central Sport
- 1983 — Central Sport
- 1984 — PTT
- 1985 — Central Sport
- 1986 — Excelsior
- 1987 — Jeunes Tahitiens
- 1988 — Excelsior
- 1989 — Pirae
- 1990 — Vénus
- 1991 — Pirae
- 1992 — Vénus
- 1993 — Pirae
- 1994 — Pirae
- 1995 — Vénus
- 1996 — Manu-Ura
- 1997 — Vénus
- 1998 — Vénus
- 1999 — Vénus
- 2000 — Vénus
- 2001 — Pirae
- 2002 — Vénus
- 2003 — Pirae
- 2004 — Manu-Ura
- 2005 — Tefana
- 2005/06 — Pirae
- 2006/07 — Manu-Ura
- 2007/08 — Manu-Ura
- 2008/09 — Manu-Ura
- 2009/10 — Tefana
- 2010/11 — Tefana
- 2011/12 — Dragon
- 2012/13 — Dragon
- 2013/14 — Pirae
- 2014/15 — Tefana
- 2015/16 — Tefana
- 2016/17 — Dragon
- 2017/18 — Central Sport
- 2018/19 — Vénus
- 2019/20 —